# Транспорт Фінляндії
Транспорт Фінляндії представлений автомобільним , залізничним , повітряним , водним (морським, річковим і озерним)  і трубопровідним , у населених пунктах  та у міжміському сполученні діє громадський транспорт пасажирських перевезень. Площа країни дорівнює 338 145 км² (65-те місце у світі). Форма території країни — видовжена в меридіональному напрямау; максимальна дистанція з півночі на південь — 1150 км, зі сходу на захід — 505 км. Географічне положення Фінляндії дозволяє країні контролювати сухопутні транспортні шляхи між скандинавськими країнами і північно-західною частиною Росії; морські транспортні магістралі в акваторії Балтійського моря для Естонії та Росії (Фінська затока), проходи до Ботнічної затоки (Аландські острови).

## Автомобільний
Загальна довжина автошляхів у Фінляндії, станом на 2015 рік, дорівнює 454 000 км, з яких 78 000 км із твердим покриттям (700 км швидкісних автомагістралей), 26 000 км міських доріг, 350 000 км лісових і приватних (60-те місце у світі).

## Залізничний
Загальна довжина залізничних колій країни, станом на 2014 рік, становила 5 919 км (32-ге місце у світі), з яких 5 919 км широкої 1524-мм колії (3 067 км електрифіковано).

## Повітряний
У країні, станом на 2013 рік, діє 148 аеропортів (39-те місце у світі), з них 74 із твердим покриттям злітно-посадкових смуг і 74 із ґрунтовим. Аеропорти країни за довжиною злітно-посадкових смуг розподіляються наступним чином (у дужках окремо кількість без твердого покриття):
- довші за 10 тис. футів (>3047 м) — 3 (0);
- від 10 тис. до 8 тис. футів (3047-2438 м) — 26 (0);
- від 8 тис. до 5 тис. футів (2437—1524 м) — 10 (0);
- від 5 тис. до 3 тис. футів (1523—914 м) — 21 (3);
- коротші за 3 тис. футів (<914 м) — 14 (71)[1].

У країні, станом на 2015 рік, зареєстровано 3 авіапідприємства, які оперують 73 повітряними суднами. За 2015 рік загальний пасажирообіг на внутрішніх і міжнародних рейсах становив 9,97 млн осіб. За 2015 рік повітряним транспортом було перевезено 713 млн тонно-кілометрів вантажів (без врахування багажу пасажирів).
Фінляндія є членом Міжнародної організації цивільної авіації (ICAO). Згідно зі статтею 20 Чиказької конвенції про міжнародну цивільну авіацію 1944 року, Міжнародна організація цивільної авіації для повітряних суден країни, станом на 2016 рік, закріпила реєстраційний префікс — OH, заснований на радіопозивних, виділених Міжнародним союзом електрозв'язку (ITU). Аеропорти Фінляндії мають літерний код ІКАО, що починається з — EF.

## Водний

### Морський
Головні морські порти країни: Гельсінкі, Котка, Наанталі, Порву, Раахе, Раума.
Морський торговий флот країни, станом на 2010 рік, складався з 97 морських суден з тоннажем більшим за 1 тис. реєстрових тонн (GRT) кожне (51-ше місце у світі), з яких: балкерів — 2, суховантажів — 25, інших вантажних суден — 1, танкерів для хімічної продукції — 6, контейнеровозів — 3, пасажирських суден — 5, вантажно-пасажирських суден — 16, нафтових танкерів — 5, ролкерів — 31, автовозів — 3.
Станом на 2010 рік, кількість морських торгових суден, що ходять під прапором країни, але є власністю інших держав — 5 (Кіпру — 1, Естонії — 2, Ісландії — 1, Швеції — 1); зареєстровані під прапорами інших країн — 47 (Багамських Островів — 8, Німеччини — 3, Гібралтару — 2, Мальти — 3, Нідерландів — 13, Панами — 2, Швеції — 16).

### Річковий
Загальна довжина судноплавних ділянок річок і водних шляхів, доступних для суден з дедвейтом понад 500 тонн, 2011 року становила 8 000 км (17-те місце у світі). Головна водна транспортна артерія країни — система каналів Сайма (3 577 км), що через Росію сполучається з Фінською затокою. Країна володіє також 31 500 км водних шляхів на 187 888 озерах, доступних для навігації в теплу пору року. Вздовж морського узбережжя 8 200 км глибоководних фарватерів.

## Трубопровідний
Загальна довжина газогонів у Фінляндії, станом на 2010 рік, становила 1 689 км.

## Державне управління
Держава здійснює управління транспортною інфраструктурою країни через міністерство транспорту і зв'язку. Станом на 23 червня 2016 року міністерство в уряді Юхи Сіпілі очолював Анне Бернер.

### Українською
- Атлас. 10-11 клас. Економічна і соціальна географія світу / упорядники :  О. Я. Скуратович, Н. І. Чанцева. — К. : ДНВП «Картографія», 2010. — ISBN 978-966-475-639-3.
- Атлас світу / голов. ред. І. С. Руденко ; зав. ред. В. В. Радченко ; відп. ред. О. В. Вакуленко. — К. : ДНВП «Картографія», 2005. — 336 с. — ISBN 9666315467.
- Безуглий В. В. Економічна і соціальна географія зарубіжних країн : Навчальний посібник. — К. : ВЦ «Академія», 2007. — 704 с. — ISBN 978-966-580-239-6.
- Безуглий В. В., Козинець С. В. Регіональна економічна і соціальна географія світу : Навчальний посібник. — видання 2-ге, доп., перероб. — К. : ВЦ «Академія», 2007. — 688 с. — ISBN 966-580-144-9.
- Дахно І. І. Країни світу: Енциклопедичний довідник / І. І. Дахно, С. М. Тимофієв. — К. : Мапа, 2011. — 606 с. — (Бібліотека нового українця) — ISBN 978-966-8804-23-6.
- Дахно І. І. Економічна географія зарубіжних країн : навчальний посібник. — К. : Центр учбової літератури, 2014. — 319 с. — ISBN 978-611-01-0682-5.
- Дорошенко В. І. Географія транспорту : Навчальний посібник / В. І. Дорошенко, К. Д. Діденко. — К. : Київський нац. ун-т ім. Т. Шевченка, 2010. — 183 с. — ISBN 978-966-439-329-1.
- Дубович І. А. Країнознавчий словник-довідник. — 5-те вид., перероб. і доп. — К. : Знання, 2008. — 839 с. — ISBN 978-966-346-330-8.
- Економічна і соціальна географія країн світу : Навчальний посібник / За ред. С. П. Кузика. — Л. : Світ, 2002. — 672 с. — ISBN 966-603-178-7.
- Зарубіжна транспортна географія : навчальний посібник / уклад. : Петрашевський О. Л. и др. — К. : Національний транспортний університет, 2015. — 95 с. — ISBN 978-966-632-227-5.
- Юрківський В. М. Регіональна економічна і соціальна географія. Зарубіжні країни : Підручник. — К. : Либідь, 2001. — 416 с. — ISBN 966-06-0092-5.

### Англійською
- (англ.) Modern Transport Geography / Hoyle, B. and R. Knowles (eds). — Second Edition,. — London : Wiley, 1998.
- (англ.) Rodrigue, J-P. The Geography of Transport Systems. — Fourth Edition. — N. Y. : Routledge, 2017. — 440 с. — ISBN 978-1138669574.
- (англ.) Taaffe E. J., Gauthier H. L. and O'Kelly M. E. Geography of transportation. — Second Edition. — N. Y. : Prentice Hall, 1996. — ISBN 0-13-368572-1.
- (англ.) Black, W. Transportation: A Geographical Analysis. — N. Y. : Guilford, 2003.

### Російською
- (рос.) Максаковский В. П. Географическая картина мира. Книга I: Общая характеристика мира. — М. : Дрофа, 2008. — 495 с. — ISBN 978-5-358-05275-8.
- (рос.) Максаковский В. П. Географическая картина мира. Книга II: Региональная характеристика мира. — М. : Дрофа, 2009. — 480 с. — ISBN 978-5-358-06280-1.
- (рос.) Физико-географический атлас мира. — М. : Академия наук СССР и главное управление геодезии и картографии ГГК СССР, 1964. — 298 с.
- (рос.) Шаповал Н. С. Транспортная география и транспортные системы мира : учебное пособие. — К. : Центр учбової літератури, 2006. — 188 с. — ISBN 000-0000-00-4.
- (рос.) Экономическая, социальная и политическая география мира. Регионы и страны / под ред. С. Б. Лаврова, Н. В. Каледина. — М. : Гардарики, 2002. — 928 с. — ISBN 5-8297-0039-5.
- (рос.) Энциклопедия стран мира / глав. ред. Н. А. Симония. — М. : НПО «Экономика» РАН, отделение общественных наук, 2004. — 1319 с. — ISBN 5-282-02318-0.